# シルビア (ファッションモデル)
シルビア（1973年2月11日 - ）は、日本の元女性ファッションモデル、司会者。本名非公表だが、一時期シルビア知子羽根の名義で活動していたことがある。スーパーウィング所属。
東京都生まれ。母親がアメリカ人で、父親が日本人。テンプル大学卒業。

## 来歴
事務所社長のスカウトで芸能界入りし、主にファッションモデルで活躍するかたわら、イベントの司会、DJ、バラエティ等のゲスト出演で活動。

## 人物
- ファーストエンドライセンスの免許資格を持つ。
- 趣味はテニス、水永、写真、絵画、ショッピング、旅行、映画鑑賞、音楽鑑賞を挙げている。

## 出演

### テレビ
NHK
- 英語ビジネスワールド（2000年4月 - 2001年3月） - 司会

テレビ朝日
- CNN HEADLINE
- ウィークエンドライブ 週刊地球TV

フジテレビ
- 全日本女子プロレス中継 - アシスタント
- BANG! BANG! BANG! - アシスタント
- 夕食ばんざい - アシスタント
- 金曜メガテレビ 世界ゲゲゲのゲ - アシスタント
- NTTスペシャル 預言者達の伝説 - アシスタント
- WWEスマックダウン - アシスタント

TBSテレビ
- 日立 世界・ふしぎ発見!（1995年頃 - 1999年頃） - 準レギュラー解答者

テレビ東京
- ディズニートゥーンタウン
- パーフェクトTVMARILYN - 司会

WOWOW
- アメリカンズカップ

### ラジオ
J-WAVE
- ASAHI SUPER DRY SUPER LINE'J'（1997年4月 - 1998年3月） - ナビゲーター（片寄明人と共に出演）

### CM
- ロッテ・レディボーデン
- 花王・エッセンシャル
- 日比谷シャンテ
- NTTドコモ
- メガネのパリーミキ